# Queen-Victoria-Markt

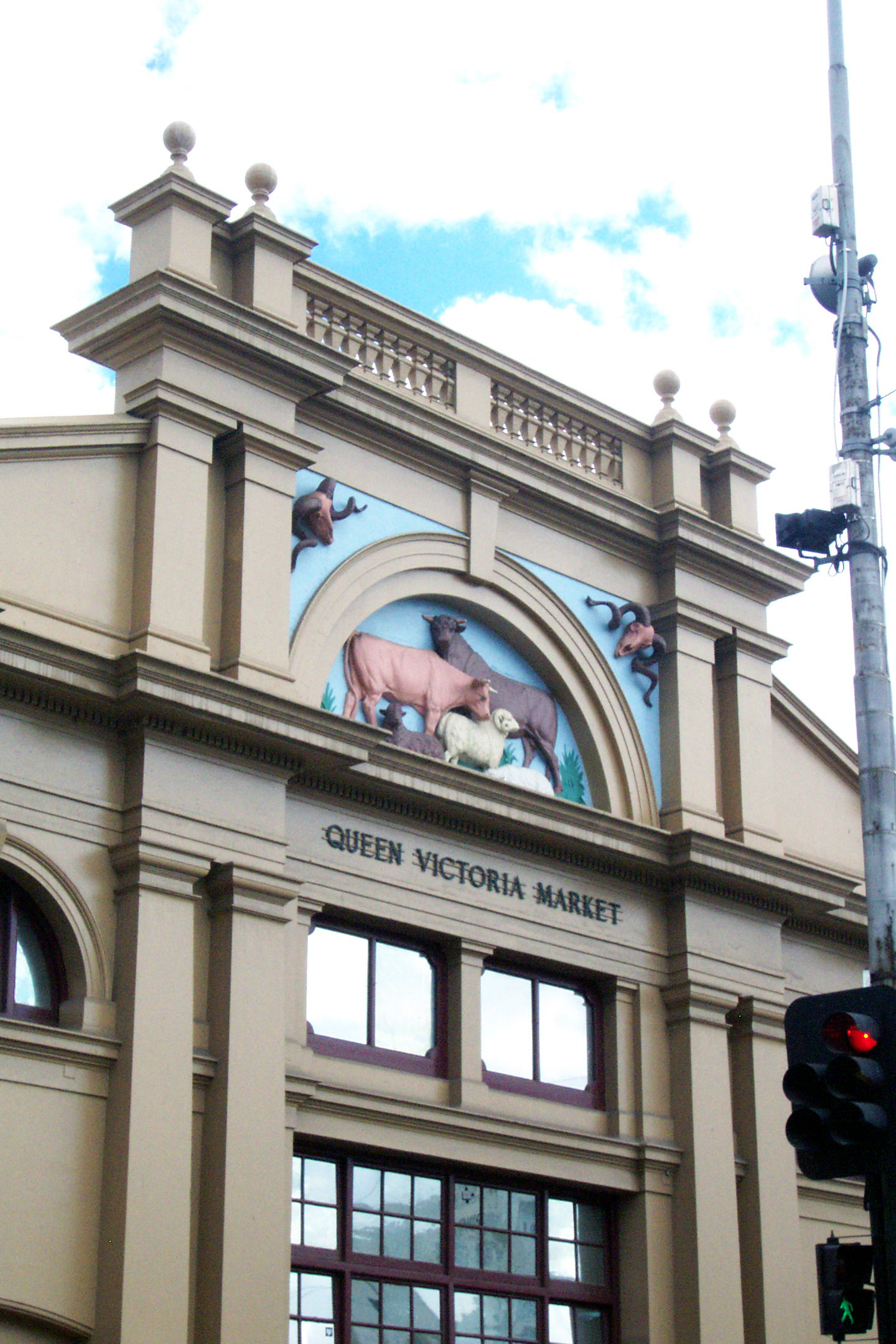
Relief an der Außenfassade der Fleisch und Fisch Halle

Der Queen-Victoria-Markt (engl. Queen Victoria Market oder umgangssprachlich Queen Vic Markets oder kurz Queen Vic) ist eine der großen Sehenswürdigkeiten in Melbourne, Australien. Das Gelände ist mit rund sieben Hektar einer der größten Freiluftmärkte der südlichen Hemisphäre. Der Markt repräsentiert einen Teil von Melbournes Kultur und Geschichte. Er ist in das Victorian Heritage Register (Verzeichnis viktorianischer historischer Objekte) aufgenommen. Der Markt ist benannt nach Queen Victoria, die von 1837 bis 1901 über das British Empire herrschte.
Der Queen-Victoria-Markt ist der einzige noch bestehende Markt aus dem 19. Jahrhundert im zentralen Geschäftsviertel central business district (CBD) von Melbourne. Ehemals gab es drei solche großen Märkte in CBD, jedoch wurden zwei von ihnen, der Östliche Markt und der Westliche Markt, beide schon vor dem Queen-Victoria-Markt eröffnet, in den 1960er Jahren geschlossen. Das Gelände bildet ein Teil einer wertvollen Gruppe von überlebenden viktorianischen Märkten, unter denen sich auch die in den Außenbezirken liegenden Märkte, Prahan Markt und der Südliche Markt von Melbourne, befinden.

## Geschichte
Er begann in den 1850ern als kleiner Markt im Osten der Stadt, expandierte danach stückweise auf Flächen, die durch die Schließung des alten Friedhofs von Melbourne, westlich der Queen-Straße und nördlich der Fanklin-Straße, frei wurden. Die Umbettung von menschlichen Überresten auf Grund der Schließung des Friedhofs führte damals zu einer größeren Kontroverse. Der Markt war ursprünglich ein Markt für Großhändler und auch für Endkunden und bot Früchte und Gemüse an. Nachdem der Großhandel im Jahr 1969 zum neu eröffneten Markt in der Footscray Road abwanderte, verblieb nurmehr der Einzelhandel am Ort.
Der Markt war einst bekannt für eine blühende Szene mit Produktimitaten und Schwarzkopien. Nach einer gründlichen Razzia im Jahr 1997 kam es zu einer Verbesserung seines Rufs und zugleich zu einem Anstieg der Preise für Waren der entsprechenden Sektoren.
Im Jahr 2003 wurden die Dächer des Markts mit einer Photovoltaikanlage aus 1328 Paneelen überzogen, die rund 2000 m² bedecken und jedes Jahr ca. 252.000 Kilowattstunden elektrische Energie erzeugen. Dies stellt die größte Installation für die Gewinnung erneuerbarer Energien innerhalb der Stadt dar. Die Anordnung wurde zum Zeitpunkt ihrer Fertigstellung als die größte photovoltaische Einrichtung der südlichen Hemisphäre bezeichnet.

## Heute
Heute ist der Markt eines der großen touristischen Ziele von Melbourne und bietet eine große Vielfalt an Früchten und Gemüsen an. Fleisch, Geflügel und Meeresfrüchte sind genau so vertreten wie Feinkost, Gourmet- und Delikatesswaren. Darüber hinaus gibt es ein breites Angebot an non-food-Waren wie Bekleidung, Schuhe, Schmuck, handgearbeitete Kunst und Handwerkswaren.
Der Markt ist weiterhin bekannt für seinen Verkaufswagen für Donuts, der dort seit über einem halben Jahrhundert betrieben wird und Teil der örtlichen Tradition geworden ist. Besonders bekannt sind die dortigen Donuts mit Marmelade.
Der Markt ist an jedem Wochentag geöffnet, außer montags und mittwochs. In den Sommermonaten gibt es Mittwochabends einen Nacht-Markt, der für seine gastronomischen Angebote bekannt ist sowie Barbetrieb, Live-Unterhaltung und verschiedene andere Buden-Vergnügungen bietet.